# آوار چوبی درشت

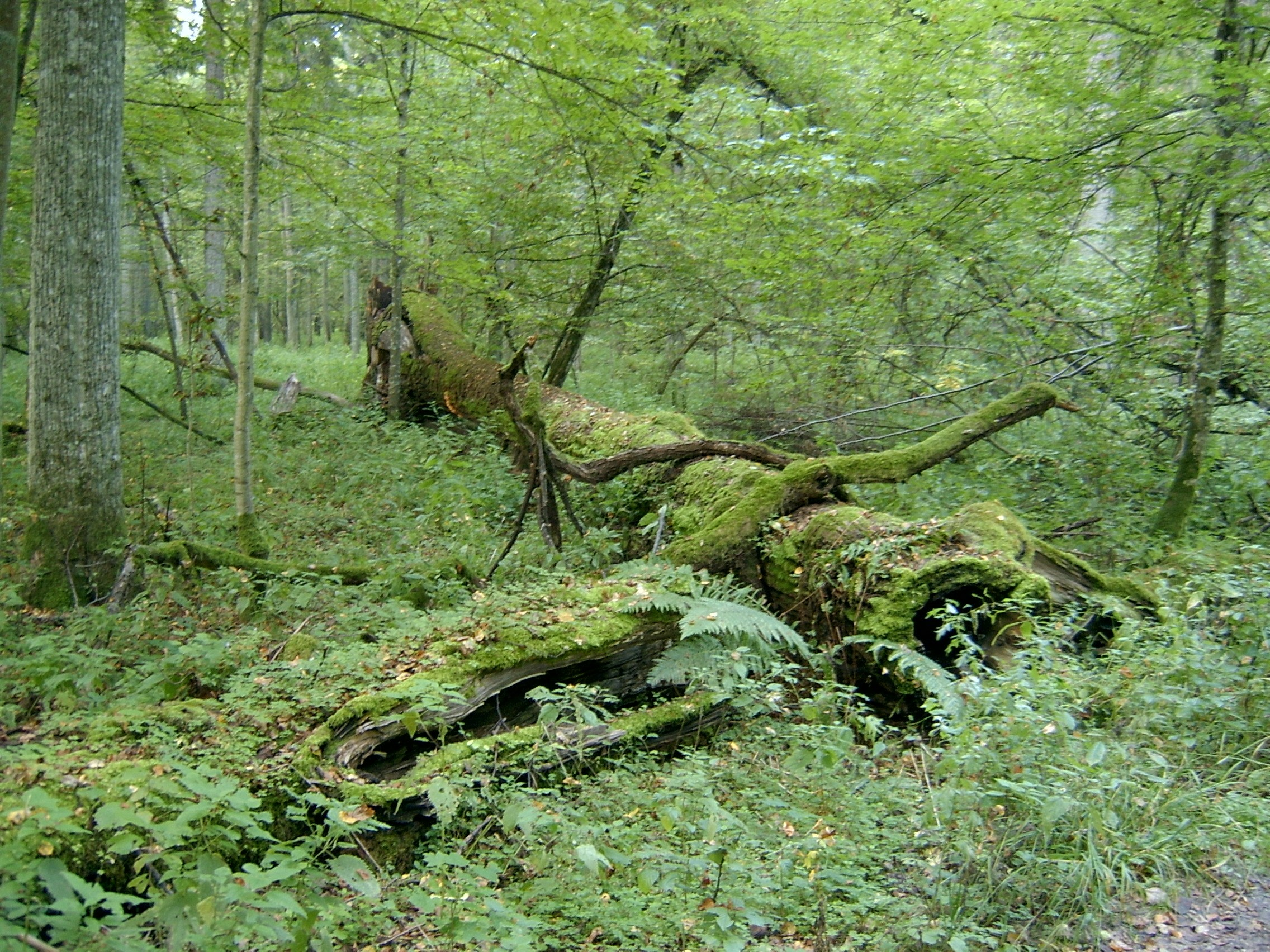
زباله های چوبی درشت در جنگل Białowieża ، لهستان

آوار چوبی درشت ( CWD ) که گاه از آن با عنوان زیستگاه چوبی درشت نیز یاد می‌شود، به تنه‌های خشکیده و افتاده درخت و بقایای شاخه‌های بزرگ و شکسته‌ای اطلاق می‌گردد که بر سطح زمین در جنگل‌ها، و همچنین در بستر رودخانه‌ها یا مناطق تالابی پراکنده‌اند. درختان خشکیده‌ای که همچنان ایستاده‌اند، و با عنوان خشکه‌دار شناخته می‌شوند، از نظر کارکردهای زیست‌محیطی، کارکردهایی مشابه با آوار چوبی درشت دارند. معیار قطری که برای درشت‌دانستن بقایای چوبی به کار می‌رود، بسته به منابع علمی مختلف متفاوت است و بازه‌ای میان ۲/۵ تا ۲۰ سانتی‌متر (معادل ۱ تا ۸ اینچ) را در بر می‌گیرد.

از دهه ۱۹۷۰ میلادی تاکنون، مدیریت جنگل و جنگلبانی در سراسر جهان، نگه‌داشت درختان مرده و بقایای چوبی در عرصه‌های جنگلی را به‌عنوان یکی از روش‌های مطلوب زیست‌محیطی مورد تأکید قرار داده‌اند؛ چراکه این مواد علاوه بر بازیافت طبیعی مواد مغذی محبوس در چوب، منبعی غنی برای تأمین غذا و پناهگاه برای طیف وسیعی از جانداران فراهم می‌آورند و به این ترتیب نقش مهمی در ارتقاء تنوع زیستی ایفا می‌کنند. میزان زباله چوبی درشت، به‌عنوان یکی از شاخص‌های مهم در ارزیابی و احیای جنگل‌های برگ‌ریز معتدل شناخته می‌شود. این پدیده در اکوسیستم‌های تالابی، به‌ویژه در دلتا رودخانه‌ها که محل انباشت بقایای چوبی است، از اهمیت ویژه‌ای برخوردار است.

## منابع

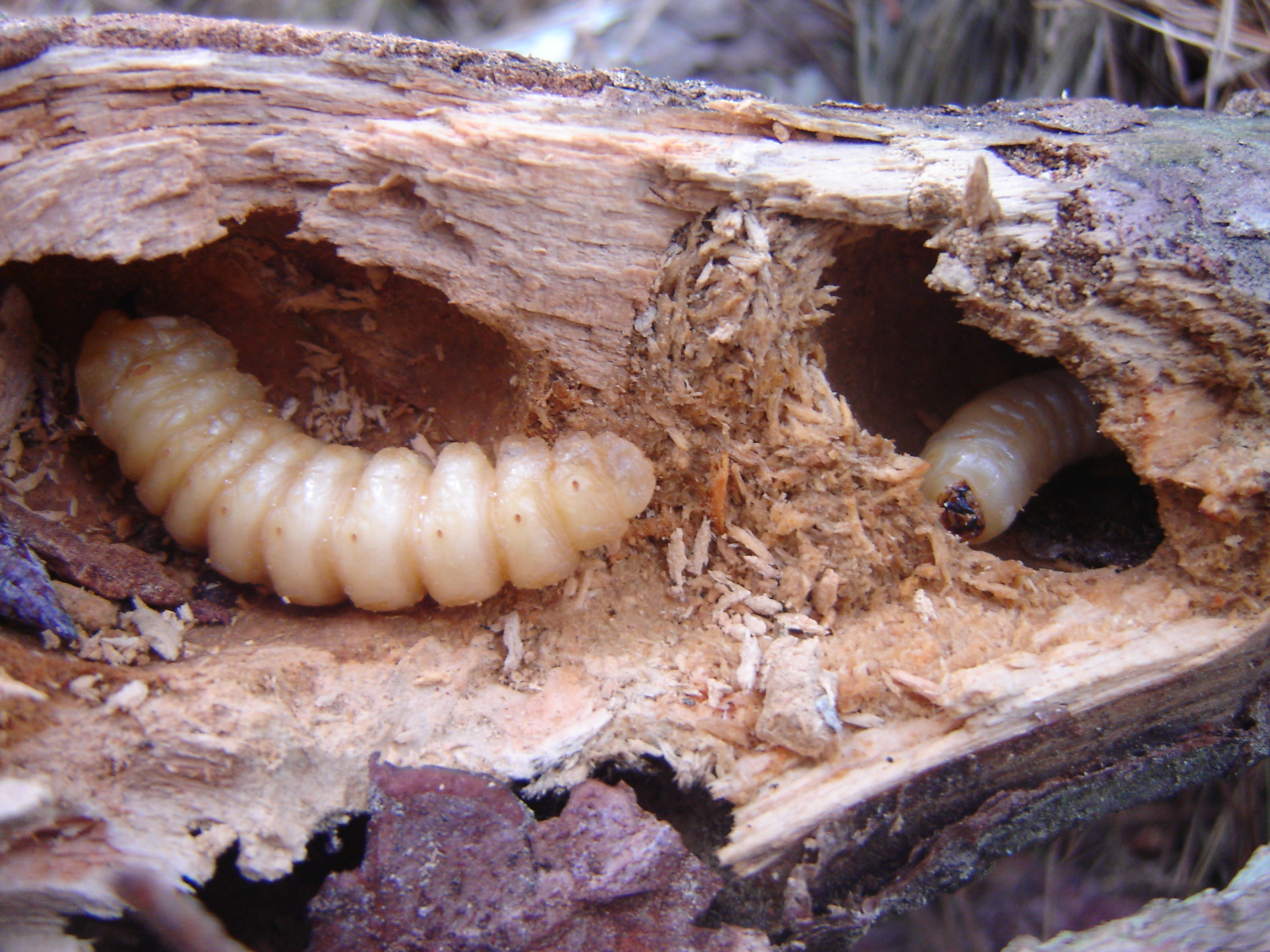
لارو سوسک هیوهیو در حال مصرف چوب در نیوزیلند

## مزایا

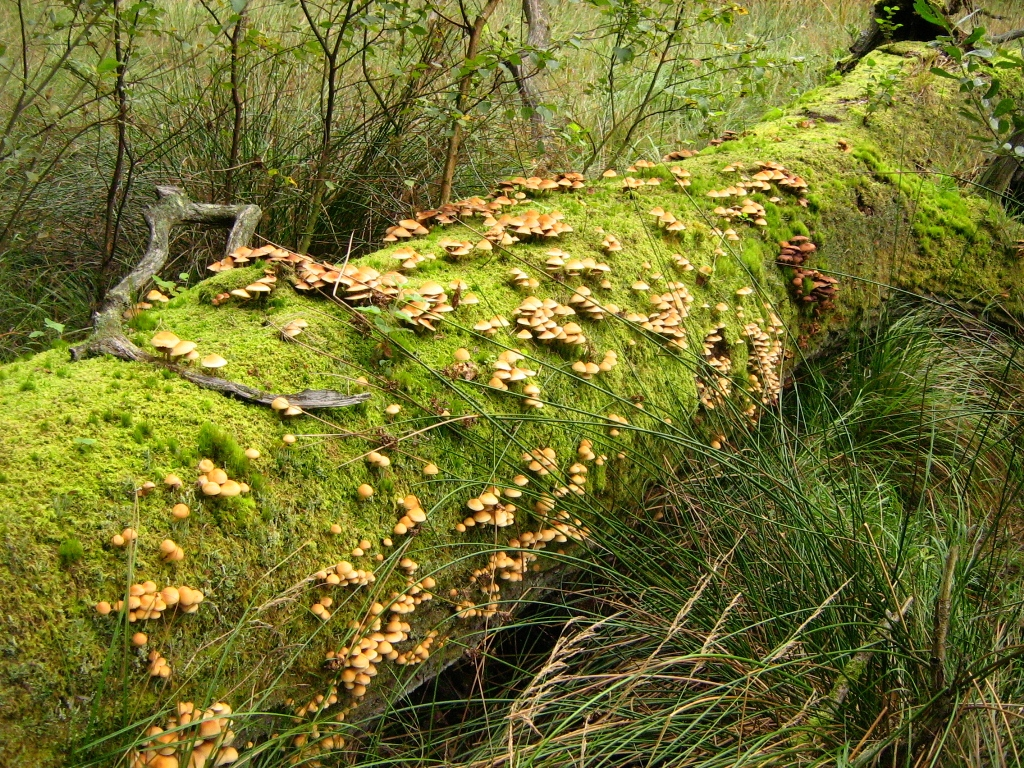
جوانه زدن قارچ‌ها از کنده‌های افتاده، آلمان

### چرخه مواد مغذی
آوار چوبی درشت و فرایند تجزیه تدریجی آن، موجب بازیافت مواد مغذی ضروری برای موجودات زنده، از جمله کربن، نیتروژن، پتاسیم و فسفر می‌گردد. قارچ‌های تغذیه گندروی و جانداران تجزیه‌گر همچون باکتری و حشرات، مستقیماً چوب مرده را مصرف کرده و با تبدیل آن به دیگر اشکال ماده آلی، مواد مغذی را آزاد می‌سازند که سپس می‌توانند توسط سایر موجودات زنده مورد استفاده قرار گیرند. از آنجا که چوب مرده به‌تنهایی تقریباً فاقد مواد مغذی با اهمیت فیزیولوژیکی است، لازم است در آغاز، از طریق انتقال عناصر غذایی از محیط بیرونی، غنی‌سازی شود تا قابل مصرف گردد.
از این‌رو، آوار چوبی درشت به‌عنوان عنصری کلیدی در چرخه‌های تغذیه‌ای خاک نقش‌آفرینی می‌کند. گرچه  این آوارها به‌ خودی‌خود منبع غنی‌ای از نیتروژن به شمار نمی‌رود، اما از طریق میزبانی باکتری‌های تثبیت‌کننده نیتروژن آزاد (و غیردو‌زیستی) به‌طور غیرمستقیم در تأمین نیتروژن مورد نیاز اکوسیستم مشارکت دارد.